# Aniavan
Aniavan (en arménien Անիավան ; anciennement Ani kayaran) est une communauté rurale du marz de Shirak en Arménie. En 2008, elle compte 516 habitants.